# Saint-Marcel-d'Urfé
Saint-Marcel-d'Urfé este o comună în departamentul Loire din sud-estul Franței. În 2009 avea o populație de 299 de locuitori.

## Evoluția populației
| An        | 1975 | 1982 | 1990 | 1999 | 2006 | 2009 |
| --------- | ---- | ---- | ---- | ---- | ---- | ---- |
| Populație | 310  | 301  | 268  | 264  | 299  | 299  |